# Список послов СССР и России в Никарагуа
В статье представлен список послов СССР и России в Никарагуа.
- 10 ноября — 12 декабря 1944 г. — установлены дипломатические отношения на уровне миссий. Дипломатические представительства не созданы, послы не аккредитованы.
- 18 октября 1979 г. — обмен посольствами.

## Список послов
| Срок полномочий                   | Посол                          | Годы жизни | Вручение верительных грамот |
| --------------------------------- | ------------------------------ | ---------- | --------------------------- |
| СССР                              |                                |            |                             |
| 1 марта 1980 — 28 апреля 1986     | Герман Евлампиевич Шляпников   | 1929—2018  | 16 апреля 1980              |
| 28 апреля 1986 — 8 июня 1988      | Вайно Иосипович Вяльяс         | 1931—2024  |                             |
| 8 сентября 1988 — 14 августа 1990 | Валерий Дмитриевич Николаенко  | 1941—      |                             |
| 14 августа 1990 — 25 декабря 1991 | Евгений Михайлович Астахов     | 1937—      |                             |
| Российская Федерация              |                                |            |                             |
| 25 декабря 1991 — 24 октября 1995 | Евгений Михайлович Астахов     | 1937—      |                             |
| 24 октября 1995 — 9 марта 1999    | Андрей Викторович Дмитриев     | 1941—2013  |                             |
| 9 марта 1999 — 11 октября 2001    | Анатолий Петрович Кузнецов     | 1943—2015  |                             |
| 15 января 2002 — 10 октября 2005  | Игорь Дмитриевич Дьяконов      | 1950—2005  |                             |
| 10 октября 2005 — 4 октября 2011  | Игорь Сергеевич Кондрашёв      | 1948—      |                             |
| 4 октября 2011 — 9 февраля 2016   | Николай Михайлович Владимир    | 1947—      |                             |
| 9 февраля 2016 — 5 октября 2020   | Андрей Владимирович Будаев     | 1960—      | 5 декабря 2016              |
| 5 октября 2020 — 15 августа 2024  | Александр Николаевич Хохоликов | 1957—      | 15 декабря 2020             |
| 15 августа 2024 — настоящее время | Михаил Николаевич Леденёв      | 1962—      |                             |